# Jacupemba
Penelope superciliaris, conhecido popularmente pelos nomes jacupemba, jacupeba, jacupema e jacu-velho, é uma ave craciforme da família dos cracídeos. Ocorre do Sul do estado brasileiro do Amazonas ao estado do Rio Grande do Sul e Paraguai. Vive em matas, capoeiras, cerrados e caatingas, chegando a medir até 55 centímetros de comprimento, com a barbela nua e vermelha, mais proeminente no macho, topete rudimentar, plumagem das asas com bordas ferrugíneas, peito esbranquiçado e íris vermelha. No Jardim Botânico do Rio de Janeiro, jacupembas livres podem ser vistas facilmente, a pequena distância, alimentando-se no gramado.

## Etimologia
"Jacupemba", "jacupeba" e "jacupema" são originários do tupis iakupema. Diferentes fontes apresentam diferentes propostas etimológicas para o nome. O primeiro elemento da composição é jacu, do tupi iaku, mas o segundo pode variar, podendo ser interpretado como pema, anguloso, por algumas fontes.

## Subespécies
Possui seis subespécies reconhecidas:
- Penelope superciliaris superciliaris (Temminck, 1815) - ocorre na Amazônia brasileira;
- Penelope superciliaris jacupemba (Spix, 1825) - ocorre na região central e sul do Brasil, deste o Maranhão até o Paraná e até o leste da Bolívia;
- Penelope superciliaris major (W. Bertoni, 1901) - ocorre no leste do Paraguai, nordeste da Argentina na província de Misiones e no sul do Brasil nos estados de Santa Catarina e Rio Grande do Sul;
- Penelope superciliaris alagoensis (Nardelli, 1993) ocorre no nordeste do Brasil, na região costeira do leste de Alagoas e Pernambuco;
- Penelope superciliaris pseudonyma (Neumann, 1933) - ocorre no interflúvio Madeira-Tapajós, na Amazônia central brasileira;
- Penelope superciliaris ochromita (Neumann, 1933) - ocorre no Maranhão (leste), Piauí, Ceará, Tocantins e Bahia (oeste).